# ヴィターリー・リー
ヴィターリー・ミハイロヴィチ・リー（ロシア語: Виталий Михайлович Ли、1923年5月24日 - 2000年）は、ソ連・北朝鮮の軍人。ソビエト軍での最終階級は少佐、朝鮮人民軍の少将。

## 経歴
ニコリスク・ウスリースク（現ウスリースク）市に生まれる。
1937年、家族と共にウズベク・ソビエト社会主義共和国のアルィシ市に追放される。ウズベキスタンのサマルカンド農業機械化専門学校を卒業し、サマルカンド教育大学で2年間学んだ。
1943年、赤軍に召集。1945年、ウスリースクに派遣。第1極東戦線第25軍において、上級中尉として朝鮮半島北部の解放に参加した。
1948年、ソビエト軍の少佐に昇進し、朝鮮民主主義人民共和国の保安機関に移った。1950年、北朝鮮の防諜局長、大佐。1955年、ソ連に帰国し、クラスノダール地方で働いた。
1992年、北朝鮮政府は、リーに朝鮮人民軍少将の階級を授与した。
2000年、モスクワで死去。

## パーソナル
ロシア北朝鮮友好・文化協力協会副会長。1992年から朝鮮解放・1950年～1953年の国際戦争に従軍した戦争・労働ベテラン・戦傷者・年金生活者委員会議長。